# ترفلشتاین
ترفلشتاین (به آلمانی: Treffelstein) یک شهر در آلمان است که در Cham واقع شده‌است.